# ماري لويس كلاوديوس
ماري لويس كلاوديوس (بالألمانية: Marieluise Claudius) (و. 1912 – 1941 م) هي ممثلة مسرحية، وممثلة أفلام ألمانية، ولدت في ماينينغن، توفيت في برلين، عن عمر يناهز 29 عاماً.

## وصلات خارجية
- ماري لويس كلاوديوس على موقع IMDb (الإنجليزية)
- ماري لويس كلاوديوس على موقع أول موفي (الإنجليزية)
- ماري لويس كلاوديوس على موقع قاعدة بيانات الفيلم (الإنجليزية)
- ماري لويس كلاوديوس على موقع كينوبويسك (الروسية)